# Prosenella
Prosenella is een kevergeslacht uit de familie van de boktorren (Cerambycidae). De wetenschappelijke naam van het geslacht werd voor het eerst geldig gepubliceerd in 1959 door Lane.

## Soorten
Prosenella omvat de volgende soorten:
- Prosenella muehni (Bruch, 1933)
- Prosenella unicolor Martins & Galileo, 2003